# KNSエンタテインメント
KNSエンタテインメント（KNS Entertainment）は、かつて日本にあった音楽ソフト製作会社。主にアダルトゲームのサウンドトラックを発売していた。

## 概要
雄図グループのレコード会社として2001年に設立。販売はエイベックス・ディストリビューションに委託し、一時期エイベックスと同様にコピーコントロールCDを導入することもあった。
2004年からは片霧烈火、みとせのりこらのオリジナルアルバムをリリース。
2006年頃に活動を休止する。全作品が事実上廃盤となるが、活動休止してからしばらくも、一部作品はAmazon.co.jpなどで購入可能であった。

## 主なタイトル
- AKCI-26000 加奈～いもうと～ スペシャルサウンドアルバム (2001年9月27日)
- AKCI-26001 キャラクターカーニバル2000+1メモリアルアルバム♪ (2001年10月31日)
- AKCI-26002 トラヴュランス エクストラテーマソングアルバム Vol.1
- AKCI-26003 ブレイブナイト 〜リーヴェラント英雄伝〜 イメージサウンドALBUM (2002年10月2日, CCCD)
- AKCI-26004 優遇接待～孤島の極楽へようこそ～ オリジナルサウンドトラック (2003年12月3日, CCCD)
- AKCI-26005 PRISONER オリジナルサウンドトラック (2004年1月28日)
- AKCI-26006 ジュエルスオーシャン サウンドトラック (2004年1月28日)
- AKCI-26011 トラヴュランス エクストラテーマソングアルバム Vol.2
- AKCI-26017 みんのうた。/ 片霧烈火 (2004年11月3日)
- AKCI-26029 memoire -めもわぁる- / Rita (2005年4月5日)
- AKCI-26030 moment-もぉめんと- / Blueberry & Yogurt (2005年4月5日)
- AKCI-26034 CD BROS テーマソングコレクション (2005年6月)
  - 片霧烈火、榊原ゆい、黒崎朔夜、有村深羽らが参加。
- AKCI-26035 ANIM VOCAL COLLECTION (2005年7月)
  - I'veのアーティスト（KOTOKO、MELL、川田まみなど）が参加。
- AKCI-26036 CROWD Vocal Collection (2005年7月)
- AKCI-26040 savon / みとせのりこ (2005年9月21日)
- AKCI-26042 廓の誠 / 遊女 (2005年10月26日)
- AKCI-26045 Romanze / キドカヲル (2005年12月21日)
- AKCI-26046 Heartful Heart / SATOMI (2006年1月25日)
- AKCI-26047 空の軋みと歪める世界の無き、声 / 片霧烈火 (2006年1月25日)
- AKCI-26049 おしかけスクランブル サウンドトラック (2006年5月1日)